# Société normande d'électricité
La Société normande d’électricité est un groupe privé de production d'électricité en France fondé en 1888 par Pierre Azaria (1865-1953) et Paul Bizet[réf. nécessaire], qui est devenu dix ans plus tard la Compagnie générale d'électricité (CGE) en 1898. Son usine thermo-électrique de Rouen était alors située au premier rang de tous les sites de production électrique en France, par le nombre de kilowatts vendus annuellement par habitant.

## Histoire
Fondée en 1888 avec un capital de 250 000 francs et une concession municipale, elle dispose d’une petite centrale thermique équipée de 4 machines à vapeur, qu’elle souhaite assez rapidement moderniser. Ainsi la société s’agrandit dès 1892 : elle acquiert, à proximité de sa première usine devenue trop exiguë une ancienne église désaffectée du XIe siècle, l'église Saint-Cande-le-Jeune, et un vieil hôtel Régence. Le clocher de l'église sert de pylône de départ aux câbles aériens qui portent l'électricité à 800 mètres à la ronde. Le nombre des abonnés passe de 305 en 1891 à 500 en 1892, 800 en 1894, 1 300 en 1896, et 1 700 en 1899. En 1892, 4 100 lampes sont installées.
Devenue propriétaire du premier site de production électrique en France, par le nombre de kilowatts vendus par habitant, la Société normande d’électricité est dix ans après sa création le pivot d’une nouvelle société, la Compagnie générale d'électricité (CGE), fondée en fusionnant avec cinq autres compagnies opérant dans le domaine de l’équipement : la SA des Usines Mouchel, la Manufacture Française des Lampes à incandescence, la Compagnie Française pour la Pulvérisation des Métaux, la Société Française de l’Ambroïne, et la Compagnie générale des Lampes à incandescence. Elle va alors opérer un virage de plus en plus marqué vers la production d’équipements. En 1901, le capital est triplé, à 30 millions de francs.
La CGE reprend la concession de Rouen et construit une deuxième centrale, boulevard de Croisset, puis revend ses droits en 1910 à la Compagnie centrale pour la distribution électrique, en échange de 2,5 millions de francs. Entre 1910 et 1914, la part des équipements bondit de 12 % à 36 % du chiffre d'affaires, grâce au rachat d’un fabricant suisse de lignes à haute tension, Sprecher et Schuh, dont les procédés sont utilisées par la filiale Constructions électriques de Delle (procédés Sprecher et Schuh), qui dispose d’une usine en France. Cette usine est filialisée sous le nom d’Ateliers de constructions électriques de Delle. La CGE contrôlant entièrement cette société française, elle revend la société suisse.
De 1914 à 1930, le chiffre d'affaires a été multiplié par quinze, contribuant à l’expansion du pays : dans le même temps, le PIB en France a doublé,.